# Руберовский, Ксенофонт Иванович
Ксенофонт Иванович Руберовский (1886—1938) — инженер-конструктор, кораблестроитель, один из основоположников создания российского — советского подводного флота. Работал с видными корабельными инженерами К. П. Боклевским, И. Г. Бубновым и Б. М. Малининым.

## Биография
К. И. Руберовский родился в селе Пестяки Гороховецкого уезда, в семье потомственных священнослужителей.
Окончил Шуйскую гимназию в 1907 г. В том же году поступил на кораблестроительный факультет в Санкт-Петербургский политехнический институт.
В 1910 г. проходил практику на пароходе «Тамбов». По прибытии во Владивосток вынужден был прервать практику в связи с болезнью матери.
В мае 1912 г. Ксенофонт Иванович окончил политехнический институт и в сентябре получил диплом морского инженера.
С сентября 1912 года работал в техническом отделе Балтийского судостроительного завода помощником заведующего отдела подводного плавания.
В 1914 году стал строителем подводной лодки «Барс» (пропала без вести в мае 1917) и «Гепард» (затонула 28 октября 1917).
С сентября 1915 года — заведующий техническим бюро отдела подводного плавания.
В 1916 г. участвовал в создании, на базе подводной лодки «Форель», первого подводного минного заградителя типа «Ерш».
С апреля 1917 года возглавил весь отдел подводных лодок Балтийского завода.
В 1918 году участвовал в перебазировании четырёх подводных лодок с Балтики на Каспийское море.
В 1919 году был назначен начальником механического отдела, а затем главным механиком Балтийского завода. Помощником главного механика завода тогда был давний друг Руберовского со студенческого времени, знаменитый конструктор, впоследствии доктор технических наук и профессор Б. М. Малинин.
С 1921 года читал лекции по устройству подводных лодок в Соединённых классах специалистов комсостава ВМФ, впоследствии издал конспект своих лекций.
В 1926 году Руберовский вместе с Малининым и Крюгером на Балтийском судостроительном заводе участвовал в проектировании и постройке подводных лодок типа «Декабрист» — первых в советском кораблестроении. За основу был взят проект большой итальянской субмарины типа «Balilla». Проект лодки типа «Декабрист» был утвержден Революционным Военным Советом СССР 17 февраля 1927 года.
13 февраля 1930 г. был арестован и 30 апреля 1931 г. Коллегией ОГПУ обвинен по статье 58-6, 7, 11 к высшей мере наказания. Высшая мера наказания была заменена на 10 лет в ИТЛ. 2 февраля 1932 г. постановлением КОГПУ срок засчитан условно и Руберовский освобожден из-под стражи.
С 1932 года К. И. Руберовский работал на Северной судостроительной верфи. В этот период он принимал активное участие в проектировании и строительстве новых подводных лодок типа «Щука» и «Малютка».
В 1934 году К. И. Руберовский ответственный сдатчик подводных лодок типа «Малютка» на заводе им. Андре Марти в Николаеве.
С 1936 г. служил консультантом на судостроительных заводах Комсомольска-на-Амуре, Оренбурга, Владивостока.
Последняя должность К. И. Руберовского — старший инженер технического отдела 2 Главного Управления Наркомата Оборонной Промышленности СССР
В 1937 г. К. И. Руберовский был арестован. 27 сентября 1938 г. Военная Комиссия Верховного Суда СССР обвинила в диверсионно-вредительской деятельности и приговорила к смертной казни. Расстрелян 28 сентября 1938 г. в п. Коммунарка, Московской области.
Реабилитирован К. И. Руберовский 12.03.1959 г.

## Семья
Родители:
- Отец — Иван Алексеевич Руберовский (1839-1895) - священник.
- Мать — Мария Ивановна Руберовская (Троицкая), дочь священника.

Братья:
- Максим (Михаил Иванович Руберовский) (1878—1937) — епископ Русской православной церкви, епископ Полонский, викарий Волынской епархии.
- Алексей Иванович Руберовский (1864—1939) — диакон Борисоглебской церкви г. Владимира.
- Николай Иванович Руберовский (1870 — 1.09.1907) — священник в селе Нижний Ландех Гороховецкого уезда.
- Иван Иванович Руберовский (р. ок. 1874—1937) — унаследовал место отца и служил в пестяковском храме. На его содержании жил брат Евгений, который был слабоумным. Расстрелян в подвале храма вместе с другими священнослужителями (священники Александр Гиляревский, Василий Сиротинский, Василий Юницкий, псаломщики Михаил Сиротинский, Михаил Шалыгин, дьякон Иван Ладин) в 30-е годы XX века.
- Александр Иванович Руберовский (1876 — 193...) — протоиерей Никольского храма в селе Взорново Шуйского уезда. Осужден на «десять лет без права переписки» в 30-х годах XX века. Умер от разрыва сердца в лагере под Сосьвой на Северном Урале.

Семья:
- Супруга — Ольга Владимировна Руберовская (Голяшкина).
- Дети — Кира, Ольга.